# أولاد مالك (بوسكورة)
أولاد مالك هي إحدى مشيخات المملكة المغربية، تتبع جغرافيا لإقليم النواصر وإداريًا لبوسكورة. يقدر عدد سكانها بـ 18864 نسمة حسب الإحصاء الرسمي للسكان والسكنى لسنة 2004.